# ایوان فرانیش
ایوان فرانیش (انگلیسی: Ivan Franjić؛ زاده ۱۰ سپتامبر ۱۹۸۷) یک بازیکن فوتبال اسپانیایی است.